# 櫻井通晴
櫻井 通晴（さくらい みちはる、1937年3月4日 - ）は、日本の会計学者。専門は、管理会計・原価計算。学位は、商学博士（早稲田大学・論文博士・1971年）。専修大学教授を38年間努めた。ソフトウェア原価計算の開発・導入、原価企画の欧米企業・大学への普及、ABCとバランスト・スコアカードの日本への移植、コーポレート・レピュテーションの研究など、原価計算・管理会計の研究に貢献。静岡県出身。

## 経歴
- 1956年　静岡県立静岡高等学校定時制卒業[2]。

※以下、出典は『櫻井・加藤 両教授退職記念論集。
- 1962年　早稲田大学第一商学部卒業。
- 1969年　専修大学経営学部助手、助教授、教授就任（-2007年）。
- 1971年　早稲田大学大学院商学研究科博士課程修了、商学博士の学位を早稲田大学より取得。
- 1989年　ハーバード大学ビジネススクール フルブライト上級研究員（1989-1990）。
- 1990年　放送大学客員教授（1990-1994）。
- 1992年　公認会計士第二次試験（1992-1995）、同第三次試験委員（1998-2000）。
- 1999年　電気事業審議会委員(1999)、産業構造審議会委員（2005-2006）。
- 2001年　日本原価計算研究学会会長（2000-2003）[4]。
- 2002年　専修大学大学院経営学研究科科長（2002-2005）。
- 2002年　早稲田大学アジア太平洋研究科客員教授（2002-2007）。
- 2003年　NTTドコモ監査役（2003-2006）。
- 2004年　SRA監査役（後にSRA HD監査役兼任）（2004-2014）。
- 2004年　独立行政法人情報処理推進機構監事（2004-2013）。
- 2006年　学校法人東京医科大学監事他（2006-2009）。
- 2007年　城西国際大学[5]客員教授（2007-2016）。
- 2015年　防衛省「予定価格訓令改正作業部会委員」（2015～2016）。
- 2015年　インテリジェント ウェイブ社外監査役（2015～）。

## 著書
中心的な研究テーマは、時代の変遷とともに、原価計算、管理会計、インタンジブルズの測定へと移行している。著書45冊のうち，主要なものは以下のものである。
- 『A.A.A.原価・管理会計基準』(訳著), 中央経済社,1975, [増補版]1981.
- 『アメリカ管理会計基準研究』白桃書房, 1981.
- 『経営原価計算論』中央経済社, 1979, [増補版]1981.
- Japanese Management Accounting, A World Class Approach to Profit Management, edited by Yasuhiro Monden and Michiharu Sakurai, Productivity, 1989.
- 『ソフトウェア原価計算』（他著），白桃書房, 1987, (増補版)1992.
- 『企業環境の変化と管理会計』同文舘出版, 1991.
- Integrated Cost Management, A Companywide Prescription for Higher Profits and Lower Costs, Productivity Press, Portland Oregon, 1996.
- 『間接費の管理』中央経済社, 1995, (新版)1998.
- 『キャッシュフロー経営と会計』（佐藤倫正と共編著）中央経済社, 1999年.
- 『コーポレート・レピュテーション』中央経済社, 2005.
- 『ソフトウェア管理会計』白桃書房, (第２版)2006.
- 『企業価値創造の管理会計』(編著), 同文舘出版, 2007.
- 『バランスト・スコアカード』同文舘出版, 2003, [改訂版]2008.
- 『レピュテーション・マネジメント』中央経済社, 2008.
- 『コーポレート・レピュテーションの測定と管理』同文舘出版, 2011.
- 『インタンジブルズの管理会計』（編著），中央経済社, 2012.
- 『原価計算』同文舘出版, 2014.
- 『ケース 管理会計』中央経済社, 2017.
- 『契約価格，原価，利益―管理会計の視点による防衛装備品の効率的・効果的な開発と生産―』同文舘出版,　2017．
- 『管理会計』同文舘出版, 1994.（第7版）2019年2月．

## 主要論文
論文は、歴史的アプローチを用いた原価計算と管理会計の分析を扱った研究が多い。VPI（通称、バージニア工科大学）への留学以降の1980年代の中葉を挟んで、実務への貢献を意図した論文が多くみられる。実証研究の論文は、2010年以降。約250本の論文のうち、主要なものは、以下のものである。
- 「原価計算対象の変遷」『會計』第113巻 3, 1978, pp.44-65.
- 「変革期における管理会計研究の方法」『會計』第122巻 5, 1986, pp.1-20.
- 「ソフトウェア原価計算の機構」『産業経理』Vol.46, 1,1986, pp.113-125.
- 「ハイテク環境下における原価企画の有効性」『企業会計』Vol.40 No.5, 1988, pp.625-631.
- Target Costing and How to Use it, The Journal of Cost Management, Vol.3 2, 1989, pp.39-50.
- “The Influence of Factory Automation on Management Accounting Practices; A Study of Japanese Companies, in Measures for Manufacturing Excellence, Edited by Robert S. Kaplan, 1990, pp.15-38.
- 「原価企画の管理会計上の意義 (1)(2) 」『税経通信』1994年, Vol.49, No.3, pp.14-23, 以上,（1）, Vol. 49, No.5, pp.2-17, 以上,(2).
- 「活動基準原価計算の計算原理とその特徴」『産業経理』Vol.50 2, 1990, pp.41-50.
- 「インタンジブルズとレピュテーション・マネジメント」『管理会計学』第18巻 2, 2010, pp.41-51.
- 「コーポレート・レピュテーションによる財務業績への影響」『会計プログレス』(共著)No.15, 2014, pp.1-13.
- 「経済モデル，会計基準，原価計算理論から見た『原価計算基準』の問題点」『原価計算研究』Vol.38 No.1, 2014, pp.1-10.
- 「人工知能（AI）が会計と会計士監査、内部監査に及ぼす影響」『日刊監査研究』No.543, 2018, pp.1-12.
- 「AIの会計，監査，管理会計への適用」『企業会計』Vol.71, No.2, 2019, pp.20-28).

## 受賞歴
※出典は「専修大学での教育，研究，行政，社会活動の38年間」
- 日本会計研究学会学術賞(1978年)
- 日本公認会計士協会賞(1982年)
- 経営科学文献賞(1992年)
- 日本内部監査協会・青木賞(1997年)
- 日本会計研究学会・太田黒澤賞(1999年)
- 日本原価計算研究学会賞(2009年)
- 日本管理会計学会文献賞(2011年)
- 公認会計士協会学術賞(2019年)

## 専修大学での活動
専修大学勤務の38年間、多数の大学教授、公認会計士、税理士等を輩出した。学部、大学院のゼミナール生のうち大学教授・准教授は23名、公認会計士、税理士は約50名。大学院経営研究科研究科長、経営学研究所所長、専修大学主催の日本会計研究学会・日本原価計算研究学会の準備委員長等を歴任。

## 門下生
弟子に、伊藤和憲、青木章通、谷守正行、岩田弘尚（以上専修大学）、新江孝、藤野雅史（以上日本大学）、山田義照、小酒井正和（以上、玉川大学）、田坂公（福岡大学）、松島桂樹（元武蔵大学）、関谷浩行（北海学園大学）、伊藤武志（大阪大学）、飯塚弦二郎（永谷園社長）、職業会計人等がいる。